# Манулкина, Ольга Борисовна
Ольга Борисовна Манулкина (род. 13 марта 1966, Ленинград) — российский музыковед, музыкальный критик и музыкальный педагог. Кандидат искусствоведения. Доцент кафедры теории и методики преподавания искусств и гуманитарных наук Санкт-Петербургского государственного университета, доцент Санкт-Петербургской консерватории имени Н. А. Римского-Корсакова. Специализируется на музыке США.

## Биография
Родилась 13 марта 1966 года в Ленинграде. В 1990 году окончила Ленинградскую государственную консерваторию по специальности «Музыковедение», затем там же поступила в аспирантуру. В 1994 году под руководством профессора Людмилы Ковнацкой защитила кандидатскую диссертацию «Фольклор в симфониях Ралфа Воана Уильямса». Участник Программы Фулбрайта (Нью-Йорк, 2002). Стипендиат Американского совета научных сообществ (ACLS, 1999, 2007) и Trust for Mutual Understanding (2005).
Преподавала в ряде вузов Санкт-Петербурга: Академии театрального искусства, Академии балета им. А. Я. Вагановой, Европейском университете. В настоящее время — доцент кафедры теории и методики преподавания искусств и гуманитарных наук, руководитель магистерской программы «Музыкальная критика» факультета свободных искусств и наук Санкт-Петербургского государственного университета, доцент кафедры истории зарубежной музыки Санкт-Петербургской консерватории им. Н. А. Римского-Корсакова.
В 1995—2002 годах работала музыкальным обозревателем газеты «Коммерсантъ». В 2003—2009 году — музыкальный обозреватель журнала «Афиша».
Член Союза композиторов Санкт-Петербурга, в 1999—2014 годах была членом его правления. Член экспертного совета петербургского благотворительного фонда культуры и искусства фонда «Про Арте». В 2007, 2010 и 2012 годах входила в состав жюри национальной премии «Золотая маска» по категории «Музыкальный театр». В 2008 году была куратором проводимого фондом «Про Арте» фестиваля современной классической музыки США «Американский сезон в Петербурге».
Автор монографии «От Айвза до Адамса: американская музыка XX века» (2010), множества научных статей и переводов, более 500 музыкально-критических публикаций. Автор-составитель сборника «Новая русская музыкальная критика: 1993—2003» (совместно с Павлом Гершензоном), первый том которого увидел свет в 2015 году.
Главный редактор научного журнала Санкт-Петербургской государственной консерватории имени Н. А. Римского-Корсакова Opera Musicologica (2009 —2019).

## Важнейшие научные труды
В 2010 году в санкт-петербургском Издательстве Ивана Лимбаха вышла 800-страничная монография «От Айвза до Адамса: американская музыка XX века», ставшая самым масштабным с 1961 года русскоязычным изданием о американской музыке. В книге было использовано множество источников, в том числе впервые переведённых на русский язык. Монография получила положительные отзывы от музыкальных критиков: отмечался отличный слог автора, тщательность и взвешенность исследования темы и даже переплёт и качество печати издания.
В 2015 году в Москве вышел в свет первый том «Опера» трёхтомника «Новая русская музыкальная критика. 1993—2003», автором-составителем которого является Ольга Манулкина совместно с Павлом Гершензоном. В данном издании собраны статьи российских музыкальных критиков, опубликованные в период с 1993 по 2003 год на самых разнообразных площадках — от ежедневных деловых газет до интеллектуальных интернет-порталов.